# 1924 en musique classique
| \| • Retour à la chronologie générale de la musique classique • \| |
| Grèce • Rome • Haut Moyen Âge • VIIIe siècle • IXe siècle • Xe siècle • XIe siècle XIIe siècle • XIIIe siècle • XIVe siècle • XVe siècle • XVIe siècle • XVIIe siècle XVIIIe siècle • XIXe siècle • XXe siècle • XXIe siècle |
| • Retour à la chronologie générale de la musique classique • |

| Années en musique classique : 1921 - 1922 - 1923 - 1924 - 1925 - 1926 - 1927    |
| Décennies en musique classique : 1890 - 1900 - 1910 - 1920 - 1930 - 1940 - 1950 |

## Événements

### Créations
- 6 janvier : 

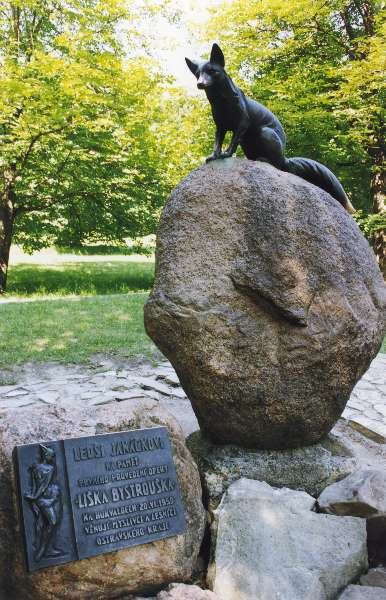
Statue de la renarde à Hukvaldy.

  - Les Biches, ballet de Francis Poulenc est créé à Monte-Carlo par les Ballets russes de Serge de Diaghilev.
  - Escales de Jacques Ibert est créé à Paris.
- 13 janvier : Octandre d'Edgard Varèse est créé à New York.
- 6 février : Baal Shem pour violon et piano d'Ernest Bloch est créé par André de Ribaupierre à Cleveland.
- 12 février : Rhapsody in Blue, de George Gershwin est créé à New York.
- 24 mars : Symphonie no 7 en ut majeur, op. 105 de Jean Sibelius est créée  à Stockholm.
- 24 avril : Le plumet du colonel, opéra  bouffe d'Henri Sauguet est créé à Paris.
- 26 avril : Tzigane (violon et piano), de Ravel, créé à Londres par Jelly d'Arányi et Henri Gil-Marchex.
- 26 avril : Ronsard à son âme, mélodie pour voix et piano de Maurice Ravel, est créée par la commanditaire et dédicataire Marcelle Gerar au chant, avec le compositeur au piano, à l'Aeolian Hall de Londres.
- 1er mai : Nerone opéra d'Arrigo Boito, créé à La Scala sous la direction d'Arturo Toscanini.
- 7 mai : Ronsard à son âme, création française salle Gaveau par Marcelle Gerar et la pianiste Madeleine d'Aleman.
- 8 mai : Pacific 231 d'Arthur Honegger, créé à l'Opéra Garnier sous la direction de Serge Koussevitzky.
- 9 mai : Schlagobers (en), ballet en deux actes de Richard Strauss, créé à Vienne (Autriche).
- 4 juin : Symphonie lyrique de Zemlinsky, créée à Prague.
- 20 juin : Le Train bleu, ballet de Jean Cocteau et Darius Milhaud, créé par les Ballets russes de Serge de Diaghilev au Théâtre des Champs-Élysées.
- Septembre : Fondation de l'Orchestre philharmonique de Stuttgart.
- 9 octobre : Symphonie-Passion pour orgue de Marcel Dupré, créée par l'auteur à la Cathédrale de Westminster.
- 10 octobre : Die glückliche Hand (La Main heureuse), opéra d'Arnold Schönberg est créé à Vienne.
- 17 octobre : Quatuor à cordes no 1 de Leoš Janáček, créé à Prague.
- 25 octobre : Pohjalaisia, opéra de Leevi Madetoja, créé à Helsinki.
- 4 novembre : Intermezzo, opéra de Richard Strauss est créé à Dresde.
- 6 novembre : La Petite Renarde rusée, opéra de Leoš Janáček est créé à Brno.
- 30 novembre : Tzigane (version orchestrale), de Ravel, créé avec les Concerts Colonne sous la direction de Gabriel Pierné.
- 2 décembre : Trois petites pièces pour violoncelle et piano d'Anton Webern, créées par Maurits Frank et Eduard Zuckmayer.
- 4 décembre : Relâche, créé à Paris sur une musique d’Erik Satie et une chorégraphie de Jean Börlin. Le spectacle fait scandale.
- 14 décembre :  Les Pins de Rome d'Ottorino Respighi, créé à Rome par l'Orchestre de l'Académie nationale Sainte-Cécile sous la direction de Bernardino Molinari.

Date indéterminée
- Sonate pour flûte & piano de Joseph Jongen.

### Autres
- Création des éditions Bärenreiter.
- Création de l'Institut Curtis de Philadelphie.
- Fondation du Nonette tchèque.
- Fondation du BBC Singers.

## Naissances

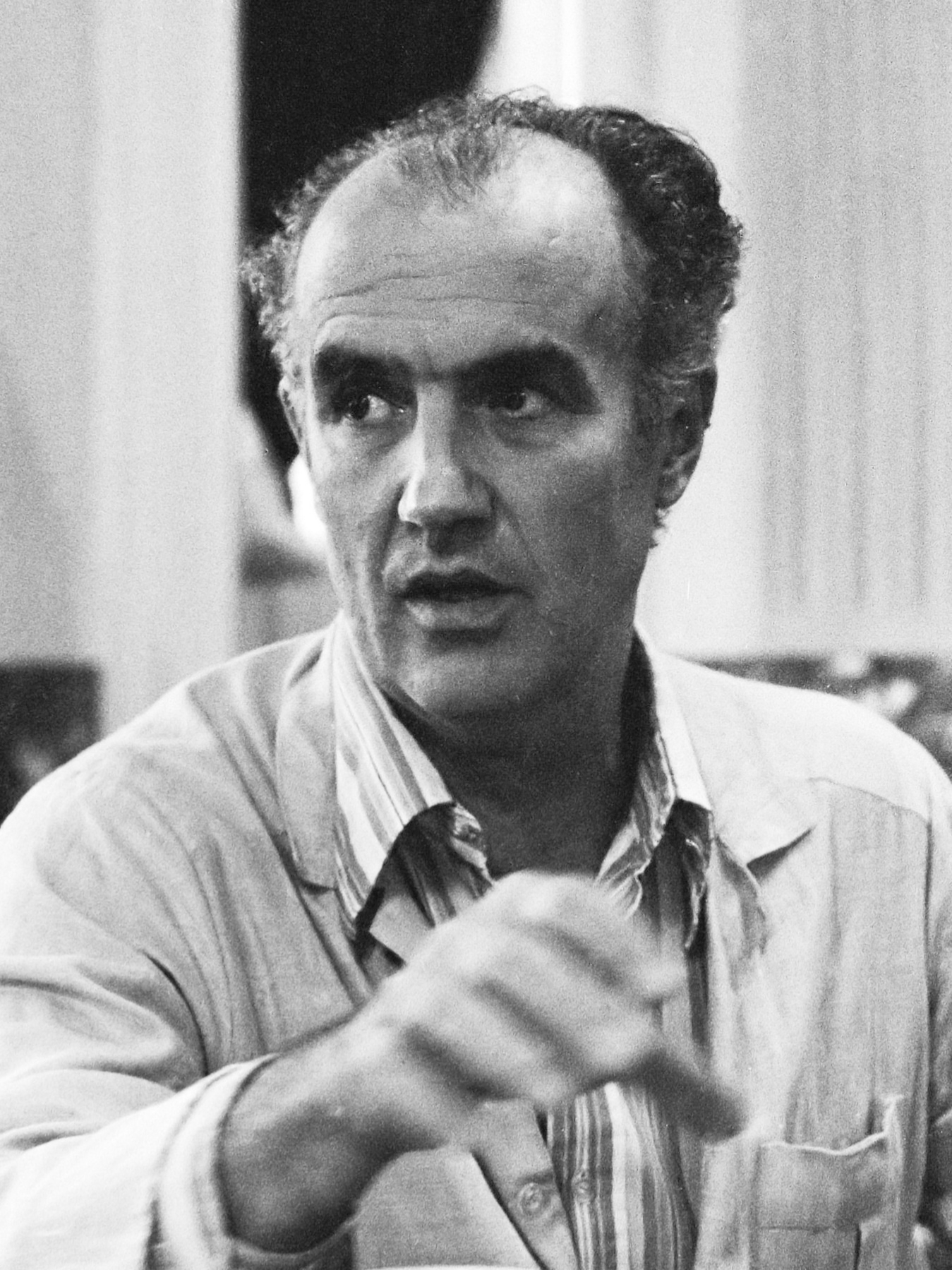
Luigi Nono

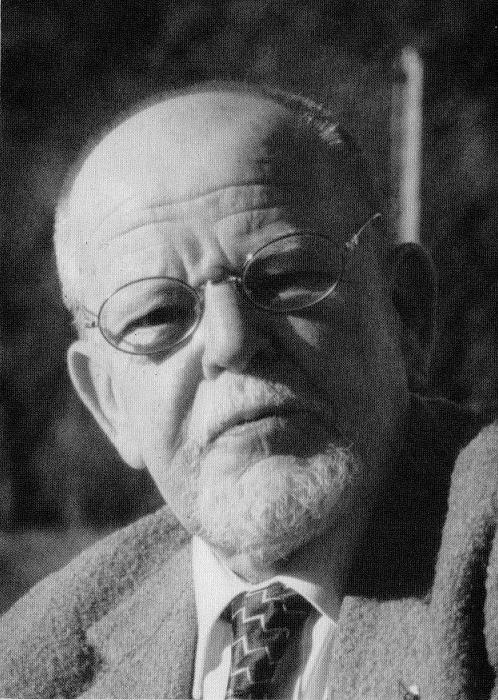
Claude Ballif

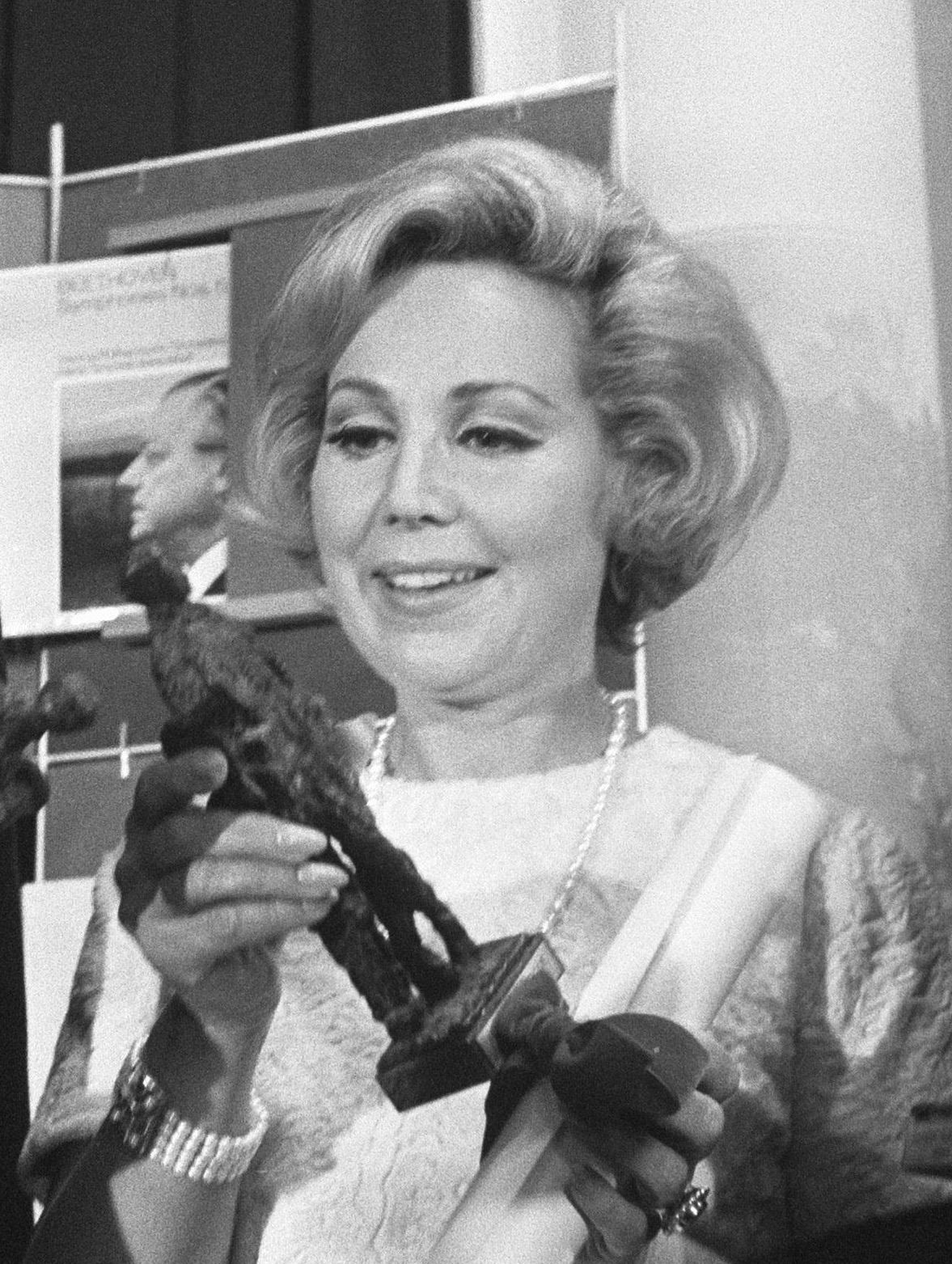
Anneliese Rothenberger

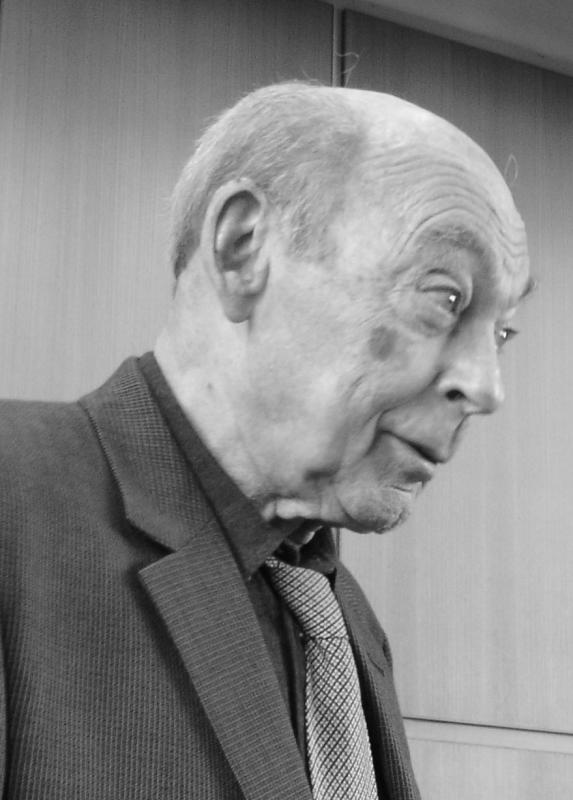
János Starker

- 3 janvier : Nell Rankin, mezzo-soprano américaine († 13 janvier 2005).
- 8 janvier : 
  - Benjamin Lees, compositeur américain († 31 mai 2010).
  - Robert Starer, compositeur et pianiste américain († 22 avril 2001).
- 9 janvier : Jeanne Colin-De Clerck, compositrice belge.
- 14 janvier : Gerard Schurmann, compositeur et chef d'orchestre († 24 mars 2020).
- 15 janvier : Georg Ratzinger, prêtre catholique et chef de chœur allemand († 1er juillet 2020).
- 20 janvier : Yvonne Loriod, pianiste française († 17 mai 2010).
- 21 janvier : Denise Roger, pianiste et compositrice française († 15 novembre 2005).
- 29 janvier : Luigi Nono, compositeur italien († 8 mai 1990).
- 2 février : Elfi von Dassanowsky, cantatrice, pianiste et productrice de cinéma autrichienne-américaine († 2 octobre 2007).
- 9 février : George Guest, organiste, chef d'orchestre et chef de chœur gallois († 20 novembre 2002).
- 13 février : Ivan Mozgovenko, clarinettiste russe († 31 décembre 2021).
- 23 février : Lejaren Hiller, compositeur américain qui a fondé le Experimental Music Studio († 26 janvier 1994).
- 26 février :
  - Freda Betti, artiste lyrique mezzo-soprano française († 13 novembre 1979).
  - Silvio Varviso, chef d'orchestre suisse († 1er novembre 2006).
- 1er mars : Elena Cernei, mezzo-soprano et musicologue roumaine († 27 novembre 2000).
- 23 mars : Paavo Rautio, chef d'orchestre et violoniste finlandais († 28 mars 2005).
- 28 mars : Claire Gagnier, chanteuse soprano québécoise.
- 1er avril : Georges Barboteu, corniste et compositeur français († 30 septembre 2006).
- 6 avril : Revol Bounine, compositeur soviétique († 3 juillet 1976).
- 7 avril : Ikuma Dan, compositeur japonais († 17 mai 2001).
- 15 avril : Neville Marriner, chef d'orchestre britannique († 2 octobre 2016).
- 16 avril : Robert Faller, violoniste, corniste  et chef d'orchestre vaudois († 24 juin 1983).
- 18 avril : Buxton Orr, compositeur britannique († 27 décembre 1997).
- 19 avril : Hertha Töpper, contralto autrichienne († 28 mars 2020).
- 22 avril : Franz Mazura, baryton-basse autrichien († 23 janvier 2020).
- 25 avril :
  - Franco Mannino, pianiste, directeur d'opéra, compositeur de musique de film, dramaturge et romancier italien († 1er février 2005).
  - Erzsébet Szőnyi, compositrice et pédagogue hongroise († 28 décembre 2019).
- 2 mai : Aafje Heynis, contralto néerlandaise († 16 décembre 2015).
- 4 mai : Tatiana Nikolaïeva compositrice et pianiste russe († 22 novembre 1993).
- 5 mai : Theo Olof, violoniste néerlandais († 9 octobre 2012).
- 14 mai : Joly Braga Santos, compositeur et chef d'orchestre portugais († 18 juillet 1988).
- 17 mai : Gabriel Bacquier, baryton-basse français († 13 mai 2020).
- 18 mai : Samson François, pianiste français († 22 octobre 1970).
- 20 mai : Françoise Renet, organiste, concertiste, improvisatrice et pédagogue française († 23 mars 1995).
- 22 mai : Claude Ballif, compositeur français († 24 juillet 2004).
- 26 mai : Henry-Louis de La Grange, musicologue français († 27 janvier 2017).
- 28 mai : 
  - Yona Ettlinger,   clarinettiste d'Israël († 24 juin 1981).
  - Mikhaïl Nossyrev, compositeur russe († 28 mars 1981).
- 31 mai : Ida Presti, guitariste française († 24 avril 1967).
- 5 juin : Charles Ravier, compositeur, directeur musical et chef d'ensemble vocal français († 5 mars 1984).
- 6 juin : 
  - Serge Nigg, compositeur français († 12 novembre 2008).
  - Jeannine Richer, compositrice française.
- 15 juin : Jean Costa, organiste français († 1er juin 2013).
- 17 juin : Edward Downes, chef d'orchestre anglais († 10 juillet 2009).
- 19 juin : Anneliese Rothenberger, soprano allemande († 24 mai 2010).
- 5 juillet : János Starker, violoncelliste hungaro-américain († 28 avril 2013).
- 6 juillet : Jean Périsson, chef d'orchestre français († 18 février 2019).
- 9 juillet : Pierre Cochereau, organiste, improvisateur, pédagogue et compositeur français († 5 mars 1984).
- 11 juillet : Liliane Berton, artiste lyrique, soprano colorature († 22 avril 2009).
- 13 juillet : Carlo Bergonzi, ténor italien († 25 juillet 2014).
- 14 juillet : Piero Bellugi, chef d'orchestre italien († 10 juin 2012).
- 15 juillet : Robert Casier, hautboïste français († 22 avril 2010).
- 27 juillet : Otar Taktakichvili, compositeur, pédagogue et chef d'orchestre géorgien († 21 février 1989).
- 31 juillet : Philippe Caillard, chef de chœur et professeur d'enseignement musical.
- 3 août : Elizabeth Forbes, critique musicale, musicologue et écrivain anglaise.
- 14 août : Georges Prêtre, chef d'orchestre français († 4 janvier 2017).
- 16 août : Ron Golan, altiste allemand naturalisé suisse († 30 mars 2003).
- 28 août : Berislav Klobučar, chef d’orchestre croate († 13 juin 2014).
- 1er septembre : 
  - Arda Mandikian, soprano († 8 novembre 2009).
  - Michel Roux, artiste lyrique français († 4 février 1998).
- 5 septembre : Andrée Colson, violoniste française († 15 décembre 2020).
- 13 septembre : Harold Blair, ténor et militant aborigène australien († 21 mai 1976).
- 14 septembre : Iosif Conta, chef d'orchestre roumain († 8 novembre 2006).
- 15 septembre : Jacques Jouineau, chef de chœur français († 15 mai 2021).
- 28 septembre : Roudolf Barchaï (ou Rudolf Barshai), altiste et chef d'orchestre israélien d'origine russe († 2 novembre 2010).
- 29 septembre : Robert Pourvoyeur, musicologue et musicien belge († 25 décembre 2007).
- 5 octobre : Matteo Manuguerra, baryton français († 23 juillet 1998).
- 10 octobre : Jacques Beaudry, pianiste, organiste et chef d'orchestre québécois.
- 17 octobre : Rolando Panerai, baryton italien († 22 octobre 2019).
- 18 octobre : Egil Hovland, compositeur norvégien († 5 février 2013).
- 26 octobre : Johanna Martzy, violoniste hongroise († 13 août 1979).
- 10 novembre : Caterina Mancini, soprano italienne († 21 janvier 2011).
- 11 novembre : Claude Létourneau, violoniste et pédagogue canadien († 7 octobre 2012).
- 14 novembre : Leonid Kogan, violoniste soviétique († 17 novembre 1982).
- 16 novembre : Michèle Auclair, violoniste et pédagogue française († 10 juin 2005).
- 24 novembre : Lorne Munroe,  violoncelliste américain († 4 mai 2020).
- 26 novembre : Irwin Hoffman, chef d'orchestre américain († 19 mars 2018).
- 28 novembre : Kees Otten, flûtiste néerlandais († 25 septembre 2008).
- 30 novembre : Klaus Huber, compositeur suisse († 2 octobre 2017).
- 5 décembre : Massimo Pradella, chef d'orchestre italien († 23 octobre 2021).
- 12 décembre :
  - Pierre Chatton, chef de chœur, compositeur et enseignant vaudois († 26 janvier 2019).
  - Francis Miroglio, compositeur français († 29 juillet 2005).
- 21 décembre : Giangiacomo Guelfi, baryton italien († 8 février 2012).
- 25 décembre : Noël Lee, pianiste et compositeur américain († 15 juillet 2013).
- 28 décembre : Jean Micault, pianiste et professeur de piano français († 16 novembre 2021).

Date indéterminée
- Maria Vitale, soprano italienne († 1984).

## Décès

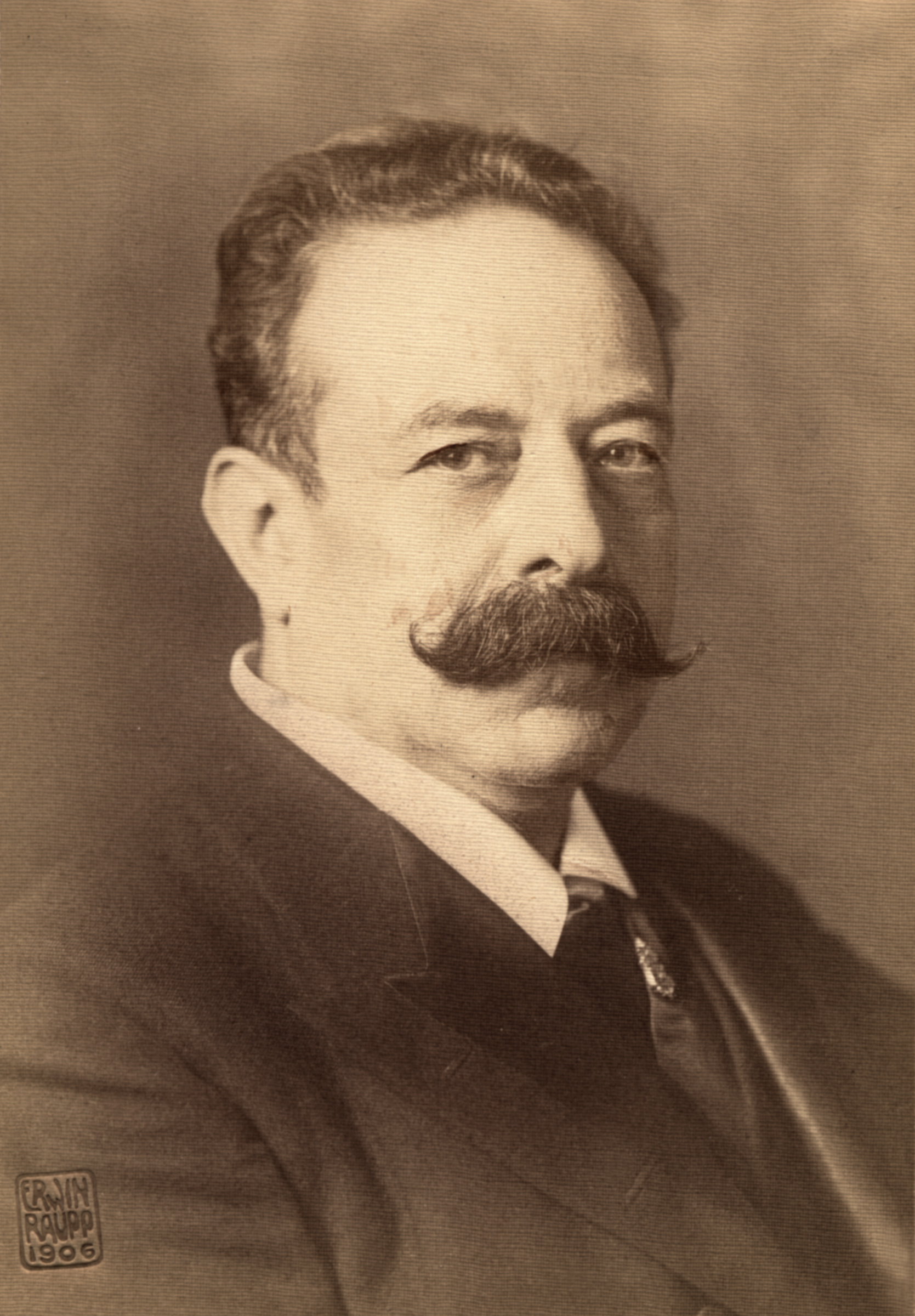
Alfred Grünfeld

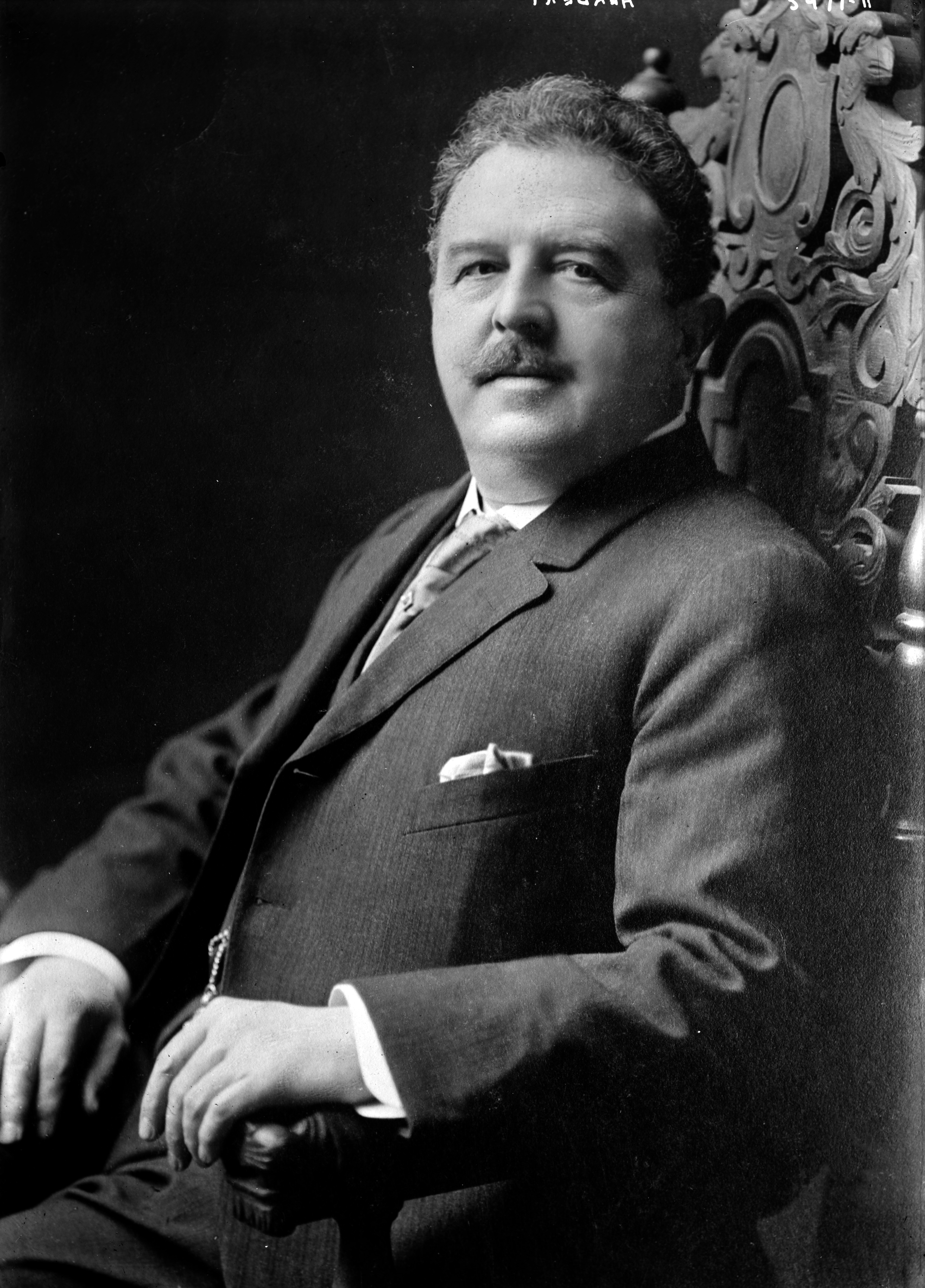
Victor Herbert

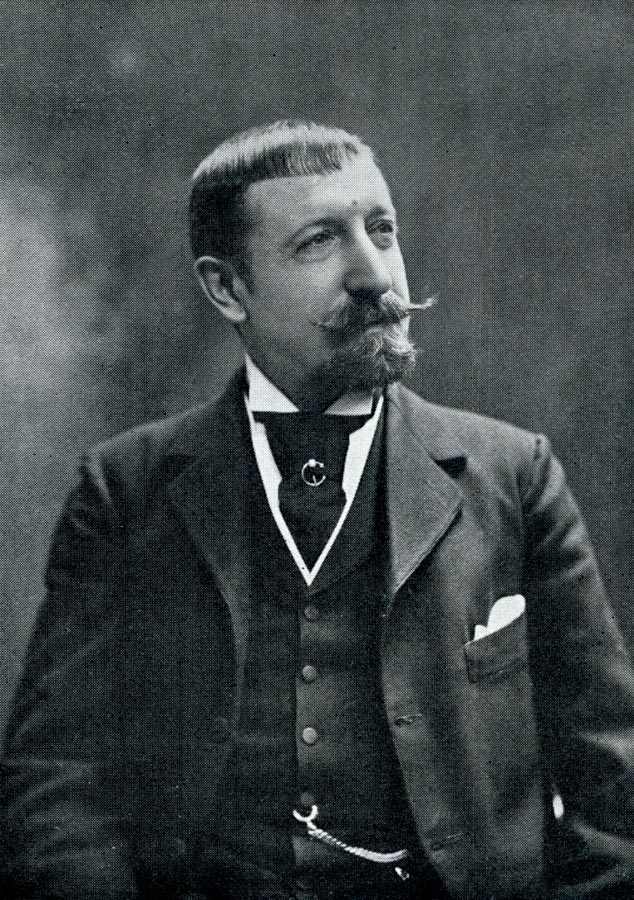
Paul Milliet

- 1er janvier : Magda Bugge, compositrice norvégienne (° 27 décembre 1846).
- 4 janvier : Alfred Grünfeld, pianiste et compositeur autrichien (° 4 juillet 1852).
- 5 janvier : Hans von Zois, compositeur autrichien (° 14 novembre 1861).
- 9 janvier : Antoine Banès, compositeur français (° 8 juin 1856).
- 22 janvier : Édouard Destenay, militaire et compositeur français (° 6 avril 1850).
- 15 février : Lionel Monckton,  écrivain et compositeur de théâtre musical anglais (°18 décembre 1861).
- 17 février : Oskar Merikanto, compositeur, pianiste, organiste, chef d'orchestre et pédagogue finlandais (° 5 août 1868).
- 18 février : Victor Capoul, ténor français (° 27 février 1839).
- 23 février : Antonio Pasculli, hautboïste et compositeur italien (° 13 octobre 1842).
- 1er mars : Gustav Helsted, organiste et compositeur danois (° 13 octobre 1842).
- 10 mars : Karel Mestdagh, compositeur, organiste et enseignant brugeois (° 23 octobre 1850).
- 27 mars : Walter Parratt, organiste et compositeur anglais (° 10 février 1841).
- 29 mars : Sir Charles Villiers Stanford, compositeur irlandais (° 30 septembre 1852).
- 9 avril : Stephan Krehl, compositeur, pédagogue et théoricien allemand (° 5 juillet 1864).
- 16 avril : Adolphe Wouters, compositeur belge (° 28 mai 1849).
- 6 mai : Émile Wambach, compositeur, chef d'orchestre, violoniste et pianiste belge (° 26 novembre 1854).
- 12 mai : Henri Maréchal, compositeur français (° 22 janvier 1842).
- 26 mai : Victor Herbert, compositeur d'opérettes, violoncelliste et chef d'orchestre (° 1er février 1859).
- 28 mai : Albert Renaud, organiste et compositeur français (° 6 juillet 1851).
- 11 juin : Théodore Dubois, compositeur, organiste et pédagogue français (° 24 août 1837).
- 17 juin : Victor-Charles Mahillon, facteur d'instruments belge (° 10 mars 1841).
- 23 juin : Eugenio Giraldoni, baryton italien (° 20 mai 1871).
- 26 juillet : Carlo d'Ormeville, dramaturge, librettiste, critique musical et impresario italien (° 24 avril 1840).
- 27 juillet : Ferruccio Busoni, pianiste, compositeur, pédagogue et chef d'orchestre italien (° 1er avril 1866).
- 13 août : Julián Aguirre, pianiste et compositeur argentin (° 28 janvier 1868).
- 18 août : Laura Lemon, compositrice canadienne (° 15 octobre 1866).
- 23 août : Heinrich Berté, compositeur austro-hongrois d'opéras et d'opérettes (° 8 mai 1857).
- 13 septembre : Pekka Hannikainen, compositeur et chef de chœur finlandais (° 9 décembre 1854).
- 29 septembre :
  - Willy Bardas, pianiste et professeur de musique autrichien (° 17 février 1887).
  - Amédée Boutarel, musicographe et critique musical français (° 25 janvier 1855).
- 5 octobre : Joseph Vézina, chef d'orchestre, compositeur, saxhorniste et pédagogue canadien (° 11 juin 1849).
- 21 octobre : Martin-Pierre Marsick, violoniste belge (° 9 mars 1847).
- 27 octobre : Émile Poilleux, violoniste et écrivain français, professeur de violon et de musique classique (° 28 juillet 1866).
- 4 novembre : Gabriel Fauré, compositeur français (° 12 mai 1845).
- 8 novembre : Sergueï Liapounov, compositeur russe (° 30 novembre 1859).
- 21 novembre : Paul Milliet, librettiste et auteur dramatique français (° 14 février 1855).
- 27 novembre : Elise Hall, saxophoniste et mécène américaine (° 15 avril 1853).
- 29 novembre : Giacomo Puccini, compositeur italien (° 22 décembre 1858).
- 2 décembre : Emmy Achté, mezzo-soprano finlandaise (° 14 novembre 1850).
- 8 décembre : Xaver Scharwenka, compositeur et pianiste allemand (° 6 janvier 1850).
- 9 décembre : Bernard Zweers, compositeur, chef de chœur et chef d'orchestre néerlandais (° 18 mai 1854).

Date indéterminée
- Ernest Carbonne, ténor français (° 30 juillet 1860).
- Valentina Serova, compositrice russe (° 1846).